# Rhyothemis severini
Rhyothemis severini är en trollsländeart som beskrevs av Friedrich Ris 1913. Rhyothemis severini ingår i släktet Rhyothemis och familjen segeltrollsländor. Inga underarter finns listade i Catalogue of Life.